# Tatarskij Sarsaz (rejon miendielejewski)
Tatarskij Sarsaz (ros. Татарский Сарсаз) – wieś (dieriewnia) w Rosji, w Tatarstanie, w rejonie miendielejewskim. W 2010 liczyła 98 mieszkańców.